# Tokio (stad)

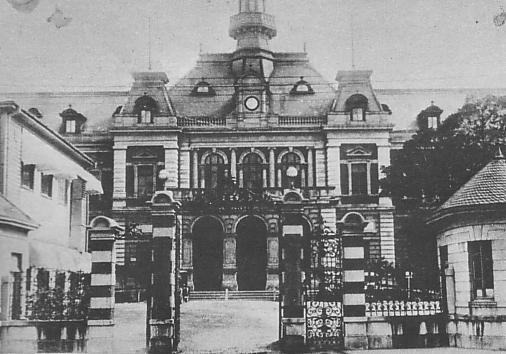
Het stadhuis en het gouverneurshuis bevonden zich op dezelfde plaats.

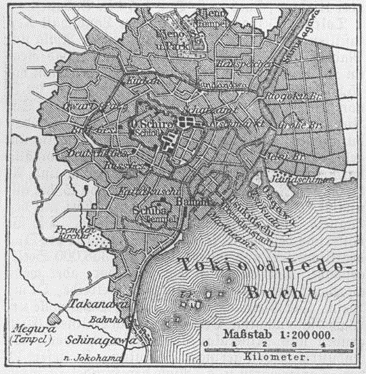
Tokio in 1888

De stad Tokio (東京市, Tōkyō-shi) was een Japanse stad (shi) in de voormalige prefectuur Tokio (東京府, Tōkyō-fu). De stad bestond van 1 mei 1889 tot 1 juli 1943. Op deze datum fuseerde de stad Tokio met de voormalige prefectuur tot de nieuwe metropool Tokio (東京都, Tōkyō-to). De speciale wijken van Tokio (tokubetsu-ku) bevinden zich op het grondgebied van de voormalige stad Tokio.
De stad Tokio vormt het centrum van Groot-Tokio, decennialang het grootste metropoolgebied van de wereld totdat het in 2015 officieel werd voorbij gestreefd door Guangzhou (Kanton)..

## Aangrenzende steden en gemeenten
- Tōkyō-fu :
  - District Kita-Tama : Hoya-machi, Musashino-machi,Mitaka-machi, Kakumi-mura, Komae-mura
- Chiba :
  - Ichikawa, Matsudo
  - District Higashikatsushika : Urayasu-machi, Minami-Gyōtoku-machi, Gyōtoku-machi
- Saitama :
  - Kawaguchi
  - District Kitakatsushika : Tōwa-mura
  - District Minamisaitama : Shiodome-mura, Yahata-mura
  - District Kitaadachi: Yatsuka-machi, Toda-machi, Misasa-mura,Yamato-machi, Asaka-machi, Katayama-mura
- Kanagawa :
  - Kawasaki

## Geschiedenis
In 1868 werd Edo, de zetel van het Tokugawa-shogunaat hernoemd tot Tokio. Korte tijd nadien werd de prefectuur Tokio (Tōkyō-fu) opgericht. De prefectuur Tokio (-fu) was oorspronkelijk niet groter dan de 15 wijken van de voormalige stad Edo. De prefectuur (-fu) breidde echter snel uit tot haar huidige vorm.
De prefectuur (-fu) bestond in 1878 uit 15 wijken (Ku) en 6 districten (Gun) . Deze wijken, die de basis vormden van de oude stad Edo, waren:
- Kōjimachi (het huidige Chiyoda)
- Kyōbashi (het huidige Chūō)
- Kanda (het huidige Chiyoda)
- Nihonbashi (het huidige Chūō)
- Fukagawa (het huidige Kōtō)
- Honjo (het huidige Sumida)
- Asakusa (het huidige Taitō)
- Shitaya (het huidige Taitō)
- Hongō (het huidige Bunkyō)
- Koishikawa (het huidige Bunkyō)
- Ushigome (het huidige Shinjuku)
- Yotsuya (het huidige Shinjuku)
- Akasaka (het huidige Minato)
- Azabu (het huidige Minato)
- Shiba (het huidige Minato)

De stad Tokio had bij haar ontstaan geen aparte burgemeester of gemeenteraad. De gouverneur van de prefectuur (-fu) trad op als burgemeester van de stad Tokio en elke wijk had haar eigen gemeenteraad. 
Met de grote institutionele hervorming van 1889 die leidde tot de oprichting van het Japanse gemeentelijke systeem met Mura (dorpen), Chō-machi (gemeente) en Shi (steden), kreeg Tokio de titel Shi. De stad bleef echter afhankelijk van de prefectuur (-fu) omdat de gouverneur eveneens de burgemeester was. De stad Tokio verkoos pas in 1898 voor de eerste maal een eigen burgemeester. De wijken behielden echter een grote mate van legislatieve onafhankelijkheid. Dit zet zich vandaag de dag voort in het systeem van de speciale wijken van Tokio. Het stadhuis van Tokio bevond zich in de wijk Yurakucho op de plaats waar zich vandaag het Tokyo International Forum bevindt.
In juli 1932 fuseerde de stad Tokio met verschillende districten. De stad Tokio bestond vanaf nu uit 35 wijken. Na deze fusie werd Tokio de op een na grootste stad van de wereld met een bevolking van 5 miljoen inwoners.
De stad Tokio werd met volgende wijken uitgebreid :
- Jōtō (het huidige Kōtō)
- Mukōjima (het huidige Sumida)
- Arakawa
- Takinokawa (het huidige Kita)
- Toshima
- Yodobashi (het huidige Shinjuku)
- Shibuya
- Meguro
- Shinagawa
- Ebara (het huidige Shinagawa)
- Edogawa
- Katsushika
- Adachi
- Ōji (het huidige Kita)
- Itabashi (het huidige Itabashi  en  Nerima)
- Nakano
- Suginami
- Setagaya
- Ōmori (het huidige Ōta)
- Kamata (het huidige Ōta)

In 1943 hield de stad Tokio op te bestaan. Op deze datum fuseerde de stad Tokio met de prefectuur Tokio (-fu) tot de nieuwe prefectuur Tokio (東京都, Tōkyō-to). Deze prefectuur was een onderdeel van de Japanse overheid:de gouverneur van Tokio was een kabinetsminister die directe verantwoording aflegde aan de minister-president van Japan.Dit systeem bleef in voege tot 1947. In 1947, toen de Wet op de lokale autonomie (地方自治法, Chihō-jichi-hō)  van kracht werd, kreeg Tokio dezelfde status als de andere Japanse prefecturen. Tokio behield echter wel zijn naam (-to  in plaats van -ken) en het bijzonder statuut voor zijn speciale wijken. Het aantal speciale wijken werd vastgelegd op 22. Iedere speciale wijk behield een statuut dat vergelijkbaar is met dat van een stad (-shi).
Nerima werd op 1 augustus 1947 van Itabashi afgesplitst en werd zo de 23e speciale wijk.

## Wijken
Overzicht van het ontstaan van de 23 speciale wijken. In 1889 bestond Tokio uit 15 wijken (-ku) en 6 districten (-gun). De districten bestonden weer uit Mura (dorpen) en -machi (gemeenten).
| 1889 - 1920 (15 wijken)                    | 1889 - 1920 (15 wijken)                | 1920 - 1932 (15 wijken)                | 1920 - 1932 (15 wijken)                | 1932 - 1936 (35 wijken) | 1936 - 1947 (35 wijken) | 23 speciale wijken van Tokio |
| ------------------------------------------ | -------------------------------------- | -------------------------------------- | -------------------------------------- | ----------------------- | ----------------------- | ---------------------------- |
| Kojimachi                                  | Kojimachi                              | Kojimachi                              | Kojimachi                              | Kojimachi               | Kojimachi               | Chiyoda                      |
| Kanda                                      |                                        |                                        |                                        |                         |                         | Chiyoda                      |
| Nihonbashi                                 | Nihonbashi                             | Nihonbashi                             | Nihonbashi                             | Nihonbashi              | Nihonbashi              | Chuo                         |
| Kyobashi                                   |                                        |                                        |                                        |                         |                         | Chuo                         |
| Shiba                                      | Shiba                                  | Shiba                                  | Shiba                                  | Shiba                   | Shiba                   | Minato                       |
| Azabu                                      |                                        |                                        |                                        |                         |                         | Minato                       |
| Akasaka                                    |                                        |                                        |                                        |                         |                         | Minato                       |
| Yotsuya                                    | Yotsuya                                | Yotsuya                                | Yotsuya                                | Yotsuya                 | Yotsuya                 | Shinjuku                     |
| Naito-shinjuku-machi, Toyotama-gun         |                                        | Yotsuya                                | Yotsuya                                | Yotsuya                 | Yotsuya                 | Shinjuku                     |
| Ushigome                                   |                                        |                                        |                                        |                         |                         | Shinjuku                     |
| Yodobashi-machi, Toyotama-gun              | Yodobashi-machi, Toyotama-gun          | Yodobashi-machi, Toyotama-gun          | Yodobashi-machi, Toyotama-gun          | Yodobashi               | Yodobashi               | Shinjuku                     |
| Okubo-machi, Toyotama-gun                  |                                        |                                        |                                        | Yodobashi               | Yodobashi               | Shinjuku                     |
| Totsuka-machi, Toyotama-gun                |                                        |                                        |                                        | Yodobashi               | Yodobashi               | Shinjuku                     |
| Ochiai-machi, Toyotama-gun                 |                                        |                                        |                                        | Yodobashi               | Yodobashi               | Shinjuku                     |
| Koishikawa                                 | Koishikawa                             | Koishikawa                             | Koishikawa                             | Koishikawa              | Koishikawa              | Bunkyo                       |
| Hongo                                      |                                        |                                        |                                        |                         |                         | Bunkyo                       |
| Shitaya                                    | Shitaya                                | Shitaya                                | Shitaya                                | Shitaya                 | Shitaya                 | Taito                        |
| Asakusa                                    |                                        |                                        |                                        |                         |                         | Taito                        |
| Honjo                                      | Honjo                                  | Honjo                                  | Honjo                                  | Honjo                   | Honjo                   | Sumida                       |
| Terashima-machi, Minami-Katsushika-gun     | Terashima-machi, Minami-Katsushika-gun | Terashima-machi, Minami-Katsushika-gun | Terashima-machi, Minami-Katsushika-gun | Mukojima                | Mukojima                | Sumida                       |
| Azuma-machi, Minami-Katsushika-gun         |                                        |                                        |                                        | Mukojima                | Mukojima                | Sumida                       |
| Sumida-machi, Minami-Katsushika-gun        |                                        |                                        |                                        | Mukojima                | Mukojima                | Sumida                       |
| Fukagawa                                   | Fukagawa                               | Fukagawa                               | Fukagawa                               | Fukagawa                | Fukagawa                | Koto                         |
| Kameido-machi, Minami-Katsushika-gun       | Kameido-machi, Minami-Katsushika-gun   | Kameido-machi, Minami-Katsushika-gun   | Kameido-machi, Minami-Katsushika-gun   | Joto                    | Joto                    | Koto                         |
| Ojima-machi, Minami-Katsushika-gun         |                                        |                                        |                                        | Joto                    | Joto                    | Koto                         |
| Suna-machi, Minami-Katsushika-gun          |                                        |                                        |                                        | Joto                    | Joto                    | Koto                         |
| Shinagawa-machi, Ebara-gun                 | Shinagawa-machi, Ebara-gun             | Shinagawa-machi, Ebara-gun             | Shinagawa-machi, Ebara-gun             | Shinagawa               | Shinagawa               | Shinagawa                    |
| Oi-machi, Ebara-gun                        |                                        |                                        |                                        | Shinagawa               | Shinagawa               | Shinagawa                    |
| Osaki-machi, Ebara-gun                     |                                        |                                        |                                        | Shinagawa               | Shinagawa               | Shinagawa                    |
| Ebara-machi, Ebara-gun                     | Ebara-machi, Ebara-gun                 | Ebara-machi, Ebara-gun                 | Ebara-machi, Ebara-gun                 | Ebara                   | Ebara                   | Shinagawa                    |
| Meguro-machi, Ebara-gun                    | Meguro-machi, Ebara-gun                | Meguro-machi, Ebara-gun                | Meguro-machi, Ebara-gun                | Meguro                  | Meguro                  | Meguro                       |
| Hibusuma-machi, Ebara-gun                  |                                        |                                        |                                        | Meguro                  | Meguro                  | Meguro                       |
| Omori-machi, Ebara-gun                     | Omori-machi, Ebara-gun                 | Omori-machi, Ebara-gun                 | Omori-machi, Ebara-gun                 | Omori                   | Omori                   | Ota                          |
| Iriarai-machi, Ebara-gun                   |                                        |                                        |                                        | Omori                   | Omori                   | Ota                          |
| Magome-machi, Ebara-gun                    |                                        |                                        |                                        | Omori                   | Omori                   | Ota                          |
| Ikegami-machi, Ebara-gun                   |                                        |                                        |                                        | Omori                   | Omori                   | Ota                          |
| Higashi-Chofu-machi, Ebara-gun             |                                        |                                        |                                        | Omori                   | Omori                   | Ota                          |
| Kamata-machi, Ebara-gun                    | Kamata-machi, Ebara-gun                | Kamata-machi, Ebara-gun                | Kamata-machi, Ebara-gun                | Kamata                  | Kamata                  | Ota                          |
| Yaguchi-machi, Ebara-gun                   |                                        |                                        |                                        | Kamata                  | Kamata                  | Ota                          |
| Rokugo-machi, Ebara-gun                    |                                        |                                        |                                        | Kamata                  | Kamata                  | Ota                          |
| Haneda-machi, Ebara-gun                    |                                        |                                        |                                        | Kamata                  | Kamata                  | Ota                          |
| Setagaya-machi, Ebara-gun                  | Setagaya-machi, Ebara-gun              | Setagaya-machi, Ebara-gun              | Setagaya-machi, Ebara-gun              | Setagaya                | Setagaya                | Setagaya                     |
| Komazawa-machi, Ebara-gun                  |                                        |                                        |                                        | Setagaya                | Setagaya                | Setagaya                     |
| Matsuzawa-mura, Ebara-gun                  |                                        |                                        |                                        | Setagaya                | Setagaya                | Setagaya                     |
| Tamagawa-mura, Ebara-gun                   |                                        |                                        |                                        | Setagaya                | Setagaya                | Setagaya                     |
| Kinuta-mura, Kita-Tama-gun                 |                                        |                                        |                                        |                         | Setagaya                | Setagaya                     |
| Chitose-mura, Ebara-gun                    |                                        |                                        |                                        |                         | Setagaya                | Setagaya                     |
| Shibuya-machi, Toyotama-gun                | Shibuya-machi, Toyotama-gun            | Shibuya-machi, Toyotama-gun            | Shibuya-machi, Toyotama-gun            | Shibuya                 | Shibuya                 | Shibuya                      |
| Sendagaya-machi, Toyotama-gun              |                                        |                                        |                                        | Shibuya                 | Shibuya                 | Shibuya                      |
| Yoyohata-machi, Toyotama-gun               |                                        |                                        |                                        | Shibuya                 | Shibuya                 | Shibuya                      |
| Nakano-machi, Toyotama-gun                 | Nakano-machi, Toyotama-gun             | Nakano-machi, Toyotama-gun             | Nakano-machi, Toyotama-gun             | Nakano                  | Nakano                  | Nakano                       |
| Nogata-machi, Toyotama-gun                 |                                        |                                        |                                        | Nakano                  | Nakano                  | Nakano                       |
| Suginami-machi, Toyotama-gun               | Suginami-machi, Toyotama-gun           | Suginami-machi, Toyotama-gun           | Suginami-machi, Toyotama-gun           | Suginami                | Suginami                | Suginami                     |
| Wadabori-machi, Toyotama-gun               |                                        |                                        |                                        | Suginami                | Suginami                | Suginami                     |
| Iogi-machi, Toyotama-gun                   |                                        |                                        |                                        | Suginami                | Suginami                | Suginami                     |
| Takaido-machi, Toyotama-gun                |                                        |                                        |                                        | Suginami                | Suginami                | Suginami                     |
| Sugamo-machi, Kita-Toshima-gun             | Sugamo-machi, Kita-Toshima-gun         | Sugamo-machi, Kita-Toshima-gun         | Sugamo-machi, Kita-Toshima-gun         | Toshima                 | Toshima                 | Toshima                      |
| Nishi-Sugamo-machi, Kita-Toshima-gun       |                                        |                                        |                                        | Toshima                 | Toshima                 | Toshima                      |
| Nagasaki-machi, Kita-Toshima-gun           |                                        |                                        |                                        | Toshima                 | Toshima                 | Toshima                      |
| Takada-machi, Kita-Toshima-gun             |                                        |                                        |                                        | Toshima                 | Toshima                 | Toshima                      |
| Takinogawa-machi, Kita-Toshima-gun         | Takinogawa-machi, Kita-Toshima-gun     | Takinogawa-machi, Kita-Toshima-gun     | Takinogawa-machi, Kita-Toshima-gun     | Takinogawa              | Takinogawa              | Kita                         |
| Ouji-machi, Kita-Toshima-gun               | Ouji-machi, Kita-Toshima-gun           | Ouji-machi, Kita-Toshima-gun           | Ouji-machi, Kita-Toshima-gun           | Oji                     | Oji                     | Kita                         |
| Iwabuchi-machi, Kita-Toshima-gun           |                                        |                                        |                                        | Oji                     | Oji                     | Kita                         |
| Minami-Senju-machi, Kita-Toshima-gun       | Minami-Senju-machi, Kita-Toshima-gun   | Minami-Senju-machi, Kita-Toshima-gun   | Minami-Senju-machi, Kita-Toshima-gun   | Arakawa                 | Arakawa                 | Arakawa                      |
| Mikawashima-machi, Kita-Toshima-gun        |                                        |                                        |                                        | Arakawa                 | Arakawa                 | Arakawa                      |
| Nippori-machi, Kita-Toshima-gun            |                                        |                                        |                                        | Arakawa                 | Arakawa                 | Arakawa                      |
| Ogu-machi, Kita-Toshima-gun                |                                        |                                        |                                        | Arakawa                 | Arakawa                 | Arakawa                      |
| Itabashi-machi, Kita-Toshima-gun           | Itabashi-machi, Kita-Toshima-gun       | Itabashi-machi, Kita-Toshima-gun       | Itabashi-machi, Kita-Toshima-gun       | Itabashi                | Itabashi                | Itabashi                     |
| Kami-Itabashi-mura, Kita-Toshima-gun       |                                        |                                        |                                        | Itabashi                | Itabashi                | Itabashi                     |
| colspan="4" Shimura-mura, Kita-Toshima-gun |                                        |                                        |                                        | Itabashi                | Itabashi                | Itabashi                     |
| Akatsuka-mura, Kita-Toshima-gun            |                                        |                                        |                                        | Itabashi                | Itabashi                | Itabashi                     |
| Nerima-machi, Kita-Toshima-gun             | Nerima-machi, Kita-Toshima-gun         | Nerima-machi, Kita-Toshima-gun         | Nerima-machi, Kita-Toshima-gun         | Itabashi                | Itabashi                | Nerima                       |
| Kami-Nerima-mura, Kita-Toshima-gun         |                                        |                                        |                                        | Itabashi                | Itabashi                | Nerima                       |
| Nakaarai-mura, Kita-Toshima-gun            |                                        |                                        |                                        | Itabashi                | Itabashi                | Nerima                       |
| Shakujii-mura, Kita-Toshima-gun            |                                        |                                        |                                        | Itabashi                | Itabashi                | Nerima                       |
| Oizumi-mura, Kita-Toshima-gun              |                                        |                                        |                                        | Itabashi                | Itabashi                | Nerima                       |
| Senju-machi, Minami-Adachi-gun             | Senju-machi, Minami-Adachi-gun         | Senju-machi, Minami-Adachi-gun         | Senju-machi, Minami-Adachi-gun         | Adachi                  | Adachi                  | Adachi                       |
| Umejima-machi, Minami-Adachi-gun           |                                        |                                        |                                        | Adachi                  | Adachi                  | Adachi                       |
| Nishiarai-machi, Minami-Adachi-gun         |                                        |                                        |                                        | Adachi                  | Adachi                  | Adachi                       |
| Kohoku-mura, Minami-Adachi-gun             |                                        |                                        |                                        | Adachi                  | Adachi                  | Adachi                       |
| Toneri-mura, Minami-Adachi-gun             |                                        |                                        |                                        | Adachi                  | Adachi                  | Adachi                       |